# Genevieve Ouellet
 (avril 2024).
Geneviève Ouellet née le 9 juillet 1985 à Amos au Canada, est une cycliste paralympique canadienne. Elle a une médaille de bronze aux Jeux paralympiques d'été de 2008.

## Biographie
Geneviève Ouellet naît à Amos le 9 juillet 1985. À peine deux jours après sa naissance, ses parents constatent qu’elle a un handicap visuel.
La natation est son sport de prédilection pendant 12 ans.
Geneviève Ouellet est détentrice d'un baccalauréat en kinésiologie obtenu à l'Université Laval en 2007.

## Paracyclisme
Elle se met au paracyclisme en 2007 en ayant comme pilote Mathilde Hupin. Elle fait ensuite équipe en tandem avec Émilie Roy de 2010 à 2012.
L'athlète paralympique Geneviève Ouellet d'Amos a participé aux Jeux paralympiques de Beijing en 2008. Avec Mathilde Lupin, elle a remporté la médaille de bronze à l'épreuve de 72 km de cyclisme sur route.
Aux Jeux paralympiques de Londres en 2012, elle a terminé au 4e rang du contre-la-montre et à la course sur route avec Émilie Roy.
En 2023, elle publie son premier roman, La quête de Livia.,